# Bloch József
Bloch József (Buda, 1862. január 5. – Budapest, 1922. május 6.) magyar hegedűművész, zenepedagógus, zeneszerző. A Zeneakadémia égisze alatt kialakuló hegedűiskola első generációjának tanára, a magyar hegedűtanítás egyik alapító mestere.

## Életpálya
Első tanárai a pesti Nemzeti Zenedében Gobbi Alajos, Huber Károly és Volkmann Róbert voltak, majd a párizsi konzervatóriumban Charles Dancla növendékeként folytatta tanulmányait.
Párizsi útja után, 1889-ben lett tagja az akkor világhírű Hubay-Popper vonósnégyesnek, melyben 1889-1992 között volt Hubay Jenő kamarapartnere. Még ugyanabban az évben, 1889-ben Hubay Jenővel közel egy időben kezdte hegedűtanári tevékenységét a Zeneakadémián, először 1889-től rendkívüli tanárként, 1898-tól rendes tanárként. 1890–1900-ig a Nemzeti Zenede tanára is volt, 1904-től pedig a Zeneakadémia hegedű tanárképző vezetőjeként tanított. A Hubay mesteriskola növendékeinek felkészítő tanáraként egész hegedűművész generációt nevelt fel.
Waldbauer Imre, a Zeneakadémia későbbi tanára a Hegedűpedagógusok Hubayval egyidőben című tanulmányában így méltatja Bloch Józsefet: "Elévülhetetlen érdemeket szerzett a hegedülés alapfogalmainak tisztázásban, a tanítási rend megállapításában, a tananyag legcélszerűbb beosztásában. 5 kötetes hegedűiskolája majd ötven éven keresztül állta meg a helyét, mikor a pedagógia Európa szerte mérföldes léptekkel haladt. Érdeme nemcsak abban állt, hogy a technika fokonkénti szerves felépítését nyújtja, s tartalmazza mindazon értékeket, melyeket az egész világ iskolairodalma alkotott, hanem, hogy megszámlálhatatlan új és eredeti lépést iktatott az ú.n. „általános" és „alkalmazott" technika együttesen fejlődő menetébe... Ennyi szorgalmat, jóravaló törekvést, körültekintést s szakszerűséget tankönyvírónál ritkán találunk, mint Hubay Jenő e remek előkészítő tanáránál."
Rendkívül jelentősek pedagógiai művei: Hegedűiskola 5 részben (1904); de zeneszerzőként további kompozíciói is ismertek, Ouverture Solennelle (Op. 57), Magyar nyitány, Magyar rapszódia, Hegedűverseny, vonósnégyes, darabok és etűdök hegedűre.